# La Granda
La Granda es un lugar que pertenece a la parroquia de Valliniello en el concejo de Avilés (Principado de Asturias). Se encuentra a 76 m s. n. m. y está situada a 7 km de la capital del concejo, Avilés.

## Población
En 2020 contaba con una población de 53 habitantes (INE 2020) repartidos en 34 viviendas.